# Meinhard Schmidt-Degenhard
Meinhard Schmidt-Degenhard (* 1956 in Hildesheim) ist ein deutscher Fernsehmoderator und Autor.

## Leben
Meinhard Schmidt-Degenhard studierte Philosophie, Psychologie, Theologie und Soziologie. Nach einem Volontariat und einer Ausbildung zum Journalisten war er für Radio Bremen tätig.
Seit 1986 arbeitete er für den Hessischen Rundfunk bzw. ARD in Frankfurt am Main. Dort war er Redaktionschef und leitete die Fernsehredaktion Gesellschaft und Religion. 30 Jahre lang moderierte er die TV-Sendungen horizonte und das Sonntagsgespräch. Seit Sommer 2016 ist er freiberuflich als Moderator, Coach und Interviewtrainer tätig.
Er lebt in Friedrichsdorf im Taunus.

## Veröffentlichungen
- Margarete Mitscherlich, Meinhard Schmidt-Degenhard: Trauer ist der halbe Trost. Margarete Mitscherlich im Gespräch mit Meinhard Schmidt-Degenhard, Pendo-Verlag, ISBN 3858422606
- Friedrich Schorlemmer, Meinhard Schmidt-Degenhard: Selig sind die Verlierer, Pendo-Verlag, 1999, ISBN 3858422630
- Maria Jepsen, Meinhard Schmidt-Degenhard: Monopol auf den lieben Gott?, Pendo-Verlag, 1997, ISBN 3858422649
- Adolf Muschg, Meinhard Schmidt-Degenhard: Liebe, Literatur und Leidenschaft. Im Gespräch, Pendo-Verlag, 1995, ISBN 3858422614